# 克拉克斯代爾 (印地安納州)
克拉克斯代爾（英語：Clarksdale）是位於美國印地安納州布朗縣的一個非建制地區。該地的面積和人口皆未知。

## 地理
克拉克斯代爾的座標為39°12′00″N 86°07′34″W / 39.20000°N 86.12611°W，而該地的平均海拔高度為207米（即679英尺）。